# En defensa de Luci Corneli Balb
En defensa de Luci Corneli Balb (en llatí: Pro Balbo) és un discurs que va ser pronunciat al setembre de l'any 56 aC per l'escriptor i polític romà Ciceró en defensa de Luci Corneli Balb, un dels homes de plena confiança de Juli Cèsar, acusat d' haver aconseguit la ciutadania romana de manera fraudulenta.

## Context històric, social i judicial
Ser o no ser ciutadà romà no només era una gran qüestió a Roma, sinó també al discurs Pro Balbo, que sostenia un procés judicial emprès contra Luci Corneli Balb, un influent ciutadà romà originari de Gades, a qui s' acusà d' haver obtingut fraudulentament la ciutadania. L'acusació la va presentar un ciutadà de Gades, del qual no es coneix la identitat, davant d'un tribunal. Balb, l'acusat, com que era un home ben situat i amb molts contactes, va ser defensat per personatges d' alta posició política: dos dels components del triumvirat, Marc Licini Cras i Gneu Pompeu, i Ciceró, un influent orador de l'època. Gades, el lloc de procedència de l'acusat, estava obligada a proporcionar soldats perquè lluitessin al costat de les legions de Roma, ciutat amb la qual estava aliada. Per aquest motiu, Balb va obtenir de Pompeu la ciutadania romana com a compensació pels serveis prestats en l'anomenada Guerra Sertoriana sota les ordres dels generals Quint Metel i el mateix Pompeu. L'atorgament de la ciutadania romana a títol individual era permesa per la llei Gèl·lia Cornèlia, la qual esdevé, al seu torn, un altre factor important per la justificació de la seva defensa. Balb, un nouvingut, esdevingué persona de confiança de Cèsar, i va aconseguir riqueses, i relacions privilegiades amb els triumvirs. Per aquest motiu, Balb fou vist com un obstacle per aquells que volien minar aquesta aliança política i distanciar Cèsar de Pompeu. Per això l'any 56 aC un habitant de Gades presentà una querella contra Balb acusant-lo d' haver obtingut la ciutadania romana de manera fraudulenta setze anys enrere, de manera que atacava alhora Balb i els seus protectors.

## Estructura[3]
Exordi (1-4)
Ciceró comença el discurs apel·lant a l'auctoritas dels qui han parlat abans que ell i posa de manifest el sentiment de gratitud tant per Balb com per Pompeu, dient que és el motiu pel qual intervé en la defensa.
Narració (5-19)
Ciceró planteja de manera resumida la causa: Balb és acusat d' haver usurpat la ciutadania, però en realitat no és culpable de res. De fet, l'acusador va reconèixer els mèrits, motius pels quals l'acusat va rebre la ciutadania i Ciceró recorda la contribució feta pel gadità a la guerra d'Hispània contra Sertori. Ciceró planteja que s'hauria de qüestionar si la concessió de la ciutadania de Balb fou regular, considerant el gadità com a subjecte passiu. Aquest fet té com a conseqüència l'acusació contra Pompeu, quedant igualment vinculat el procés amb el triumvirat. Però per Ciceró ningú és culpable, ja que malgrat acusant Pompeu, l'acusació quedaria invalidada perquè és impensable que hagi actuat incorrectament. Amb aquest motiu, aprofita per fer una lloança a Pompeu. Ciceró presenta precedents del fet que, quan una persona de gran prestigi és acusada injustament, els jutges rebutgen els càrrecs presentats, aleshores haurien de fer el mateix amb Pompeu. Ciceró exhorta l'acusador perquè li aclareixi si pretén dir que Pompeu ha actuat irregularment amb consciència dels fets o sense, per acabar dient que ambdues coses són impensables. Introdueix un nou elogi a Pompeu. Finalment, apel·la a la imparcialitat dels jutges perquè no es deixin condicionar per aquells que envegen els èxits de Pompeu i Balb.
Argumentació jurídica (19-55)
Ciceró analitzar el contingut de la llei Gèl·lia Cornèlia. Dita llei, autoritzava Pompeu a concedir la ciutadania a un estranger com Balb en compensació pels serveis prestats a Roma. També indaga en el sentit de l'expressió populus fundus fieri, la corresponsabilitat del poble. Segons l'acusació, perquè l'acte de Pompeu fos vàlid, el poble d' origen de Balb se n' hauria d' haver fet corresponsable, però no ho ha interpretat bé segons Ciceró. Llavors l'argumentació de l'acusació no és vàlida. Dona la seva pròpia definició de la fórmula populus fundus fieri. Ciceró recalca que cap membre de les comunitats aliades de Roma no voldria ajudar els generals romans si no se' l pogués compensar amb la ciutadania romana. Retreu a l'acusador que negui aquesta possibilitat als gaditans. Reprèn la qüestió de populus fundus fieri per iniciar un estudi de la legislació i jurisprudència sobre el canvi de la ciutadania. Desenvolupa el tema de les dobles ciutadanies i de les clàusules d' excepció però que en aquest cas no n' hi ha llavors, no hi ha irregularitat. A més, explica la història dels tractats de Roma i Gades. Ciceró afirma que mai no s' ha donat el cas que algú no pogués obtenir la ciutadania perquè el seu poble no se n' hagués fet corresponsable o perquè ho impedís el tractat. Tampoc no s' ha donat cap cas d' algú a qui s' hagués hagut de retirar la ciutadania després que li hagués estat concedida per la intercessió d'un general.
Peroració (56-65)
Ciceró torna a insistir que la fonamentació de l'acusació és l'enveja a Balb. Elogia l'acusat i recorda els favors personals a ell mateix en el seu exili. Demana als jutges que siguin racionals. Després de parlar dels temps de crisi que tocava viure, explica els motius de la seva reconciliació amb Cèsar i justifica el seu canvi d' actitud respecte del triumvirat. Per acabar, es dirigeix als jutges perquè absolguin a l'acusat, apel·la la imparcialitat i els carrega amb la responsabilitat moral de condemnar un innocent.

## Resolució del cas[4]
El gadità que l'acusà havia aconseguit la ciutadania romana, però a causa d'una condemna en un cas criminal va ser privat dels seus drets civils. Si el judici hagués estat resolt a favor de l'acusació, l'acusador hauria recuperat els seus privilegis. Però Balb va ser absolt.

## Transmissió textual[5]
Tant De provinciis consularibus com Pro Balbo van ser pronunciats després de la seva tornada de l'exili. Ambdós deriven d'una família de manuscrits, denominada “família ω”, que representa l' única tradició textual que ens ha llegat l' Antiguitat per a la major part d'aquests discursos.